# Käfersdorf
Käfersdorf, ist ein Ortsteil der Oberpfälzer Gemeinde Wolfsegg im Landkreis Regensburg von Bayern; der Weiler liegt etwa zweieinhalb km südlich des Ortes Wolfsegg.

## Geschichte
Käfersdorf war ursprünglich zum Kloster Obermünster abgabepflichtig. Das Reichsstift Obermünster besaß nämlich als Schenkung durch den Landesfürsten die ganze Gegend am orographisch linken Naabufer. Als Grundherr herrschte das Kloster über den Waller Höhenrücken bis zur „Dillen“. Die Einöde Käfersdorf ist durch die Kolonisationstätigkeit des Klosters zustande gekommen. 1288 erwarb das Kloster Pielenhofen den Hof im „Chieffenholz“ (= Kiefernholz). Dieser Hof erscheint 1313–1364 als der zum Koster gehörende „Mönchshof im Chiefenholz“. Der Name weist darauf hin, dass der Hof zuerst von den Mönchen des Klosters bewirtschaftet wurde, Käfersdorf bildete somit den Meierhof des Klosters Pielenhofen. Später übergab das Kloster den Hof an Erbrechtler. Nach dem Übergang des Viztumamtes Lengenfeld an die Pfalzgrafschaft Pfalz-Neuburg wurde das Klostergut (nach 1537) vom Landesherrn eingezogen, von Leonhard von Eck erworben und von ihm so gut wie dauerhaft der Hofmark Wolfsegg eingefügt. Hier werden zwei Höfe genannt, die im Dreißigjährigen Krieg in Verfall geraten sind, aber Mitte des 17. Jahrhunderts wieder aufgerichtet wurden. Bis zur Bayerischen Uraufnahme blieb es bei den zwei Höfen.
Heute befinden sich Käfersdorf vier Häuser, die durch Erbteilungen aus den ursprünglichen zwei Bauernhöfen hervorgegangen sind.